# Micromys caesaris
Espèce
Micromys caesaris est une espèce fossile de rongeurs myomorphes de la famille des Muridae.

## Distribution et époque
Ce proche parent du rat des moissons actuel (Micromys minutus) a été découvert dans le bassin de Guadix-Baza, en Espagne. Il a vécu au cours du Pliocène supérieur.

## Taxinomie
Cette espèce a été décrite pour la première fois en 2008 par les naturalistes Raef Minwer-Barakat, Antonio García-Alix, Elvira Martín-Suárez et Matthijs Freudenthal.

## Protologue
- (en) Raef Minwer-Barakat, Antonio García-Alix, Elvira Martín-Suárez et Matthijs Freudenthal, « Micromys caesaris, a new murid (Rodentia, Mammalia) from the Late Pliocene of the Guadix Basin, Southeastern Spain », Journal of Paleontology, vol. 82, no 2,‎ mars 2008, p. 436-441 (DOI 10.1666/06-030.1, lire en ligne, consulté le 8 janvier 2014).